# Revivre (mini-série)
 (décembre 2011).
Si vous disposez d'ouvrages ou d'articles de référence ou si vous connaissez des sites web de qualité traitant du thème abordé ici, merci de compléter l'article en donnant les références utiles à sa vérifiabilité et en les liant à la section « Notes et références ».
Pour les articles homonymes, voir Revivre.
Revivre est une série télévisée franco-israélienne en six épisodes de 45 minutes créée par Haim Bouzaglo et diffusée à partir du 18 mars 2009 en Israël et à partir du 23 juillet 2009 sur Arte en France, puis rediffusé le 22 décembre 2011 sur France 3.

## Synopsis
En 1946, au sortir de la Seconde Guerre mondiale, les juifs Séfarades et Ashkénazes embarquent pour rejoindre la Terre promise. Durant ce périple, ils seront confrontés à l'armée anglaise, à la discorde entre Séfarades et Ashkénazes et au souvenir douloureux de l'Holocauste.

## Fiche technique
- Réalisateur : Haim Bouzaglo
- Idée originale : Haim Bouzaglo et Sarah Romano
- Scénario : Haim Bouzaglo et Lisa Mamou, Daniel Saint-Hamont
- Société de production : ICT Nelka Films, HB Productions, France 3 avec la participation du Centre National de la Cinématographie (C.N.C.)
- Durée d'un épisode : 45 minutes

## Distribution
- Bernard Campan : Antoine Lacombe
- Marie-France Pisier : Léa Goldenberg
- Murray Head : Steven Winterley
- Jocelyn Quivrin : Dov
- Nadia Farès : Emma Elbaz
- Sara Forestier : Hannah Goldenberg
- Clément Sibony : Dédé Bohbot
- Denis Sebbah : Elie Bohbot
- Marc Ruchmann : Ashriel
- Katia Lewkowicz : Angèle Meyer
- Grégory Fitoussi : Jacob Azoulay
- David Sarfati : Maurice Azoulay
- Julien Frison : Marc Weil
- Liraz Charhi : Rebecca
- Julia Levy-Boeken : Perla Elbaz
- Liron Levo : Max dit Moishe
- Ludmila Mikaël : la voix-off
- Albert Illouz : Jacques Tubiana
- Raida Adon : Leila
- Evelyn Hagoel : Reymonde
- Shmil Ben-Arit : Avraham
- Danny Rytenberg : Ilan
- Haim Zenati : M. Shushan
- Shmulik Shilo : M. Mendelson
- Fera Kanter : Mme Mendelson
- Gilles Ben David : Raphaël Bouskila
- Reymonde Amsallem : Alma
- Johnny Arbid : Fares Gibril